# HMS Sprängaren (49)
HMS Sprängaren (49) tidigare (18), var en minsvepare i svenska flottan av Sökaren-klass. Hon sjösattes 1918 och utrangerades 1962, och var liksom hennes två systerfartyg HMS Sökaren och HMS Sveparen anskaffade för medel som blivit över efter Pansarbåtsinsamlingen 1912. De omklassificerades 1930 som tendrar. Efter utrangeringen 1962 såldes hon. 1970 användes hon som bogserare i Varbergs hamn under namnet Klåback. Hon kom på 1970-talet till Stockholm och var fortfarande aktiv 1996.
År 2010 började hon renoveras av Veteranflottiljens medlemmar med avsikt att fartyget åter ska kunna gå för egen ångmaskin. Den 6 juni 2022 drogs propellern igång igen för första gången på många år. Efter en omfattande renovering och återställande är HMS Sprängaren (18) återigen koleldad, hennes panna är renoverad med bland annat nya eldrör och nytt rökskåp. 
Sprängaren, är såvitt man vet, det enda örlogsfartyget i världen från första världskriget som kan gå för egen maskin. Hon är dessutom det enda svenska örlogsfartyg med kolvångmaskin, som byggts för flottas räkning som finns kvar. Vidare är hon ett exempel på svenska folkets försvarsvilja i början av förra seklet.
HMS Sprängaren är K-märkt.

## Bildgalleri

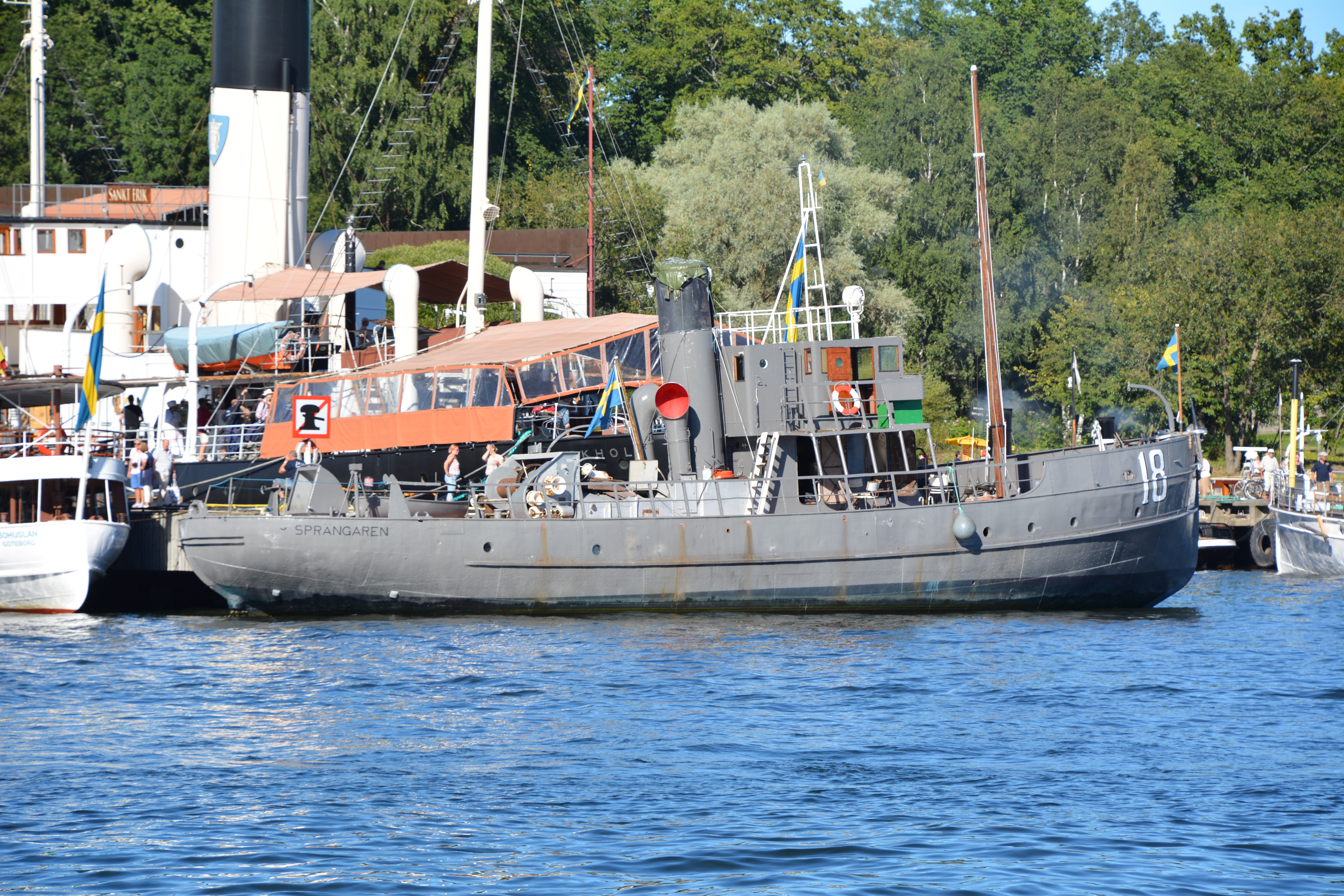
Sprängaren vid Jagarpiren på Djurgården i Stockholm
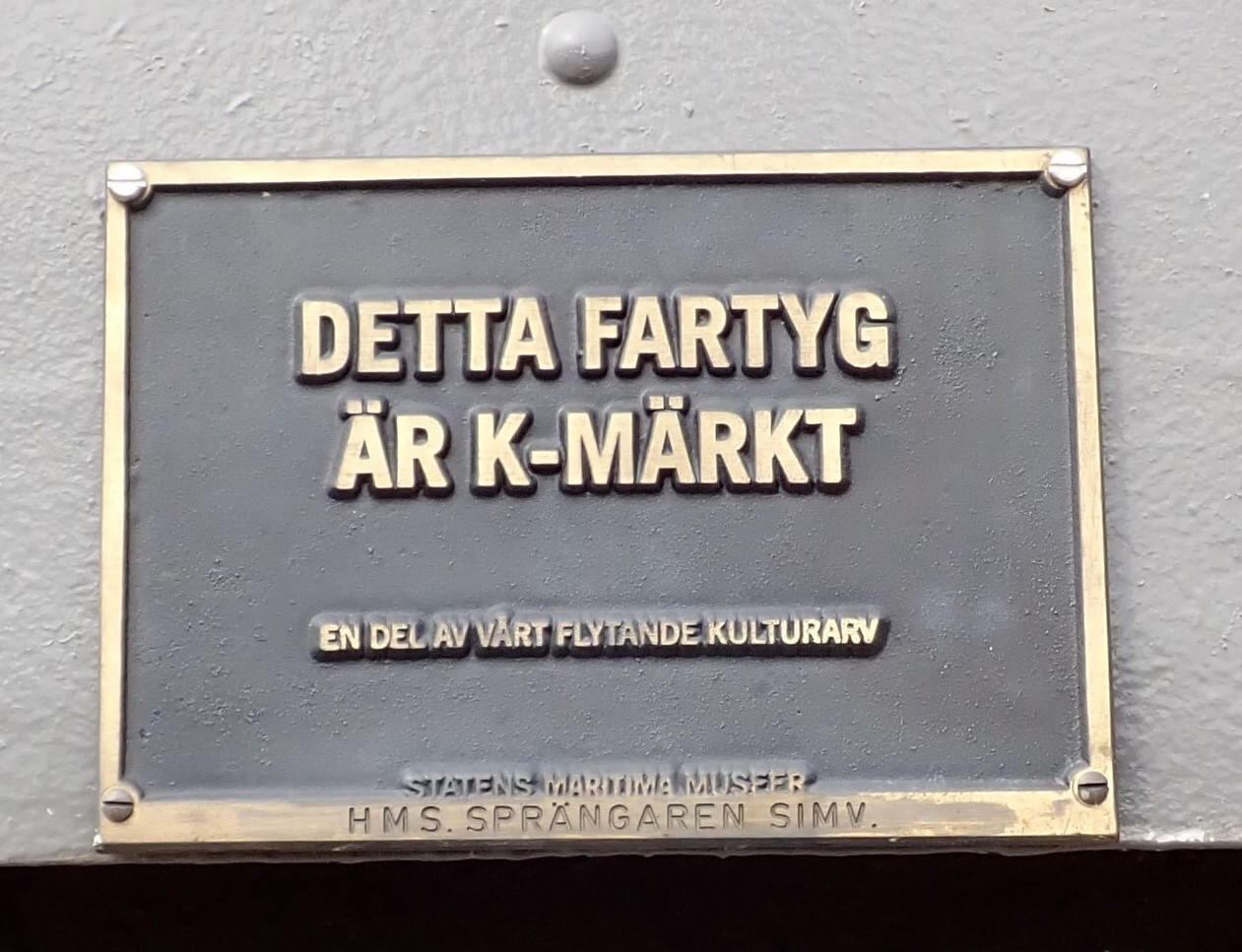
HMS Sprängarens K-märkningsskylt
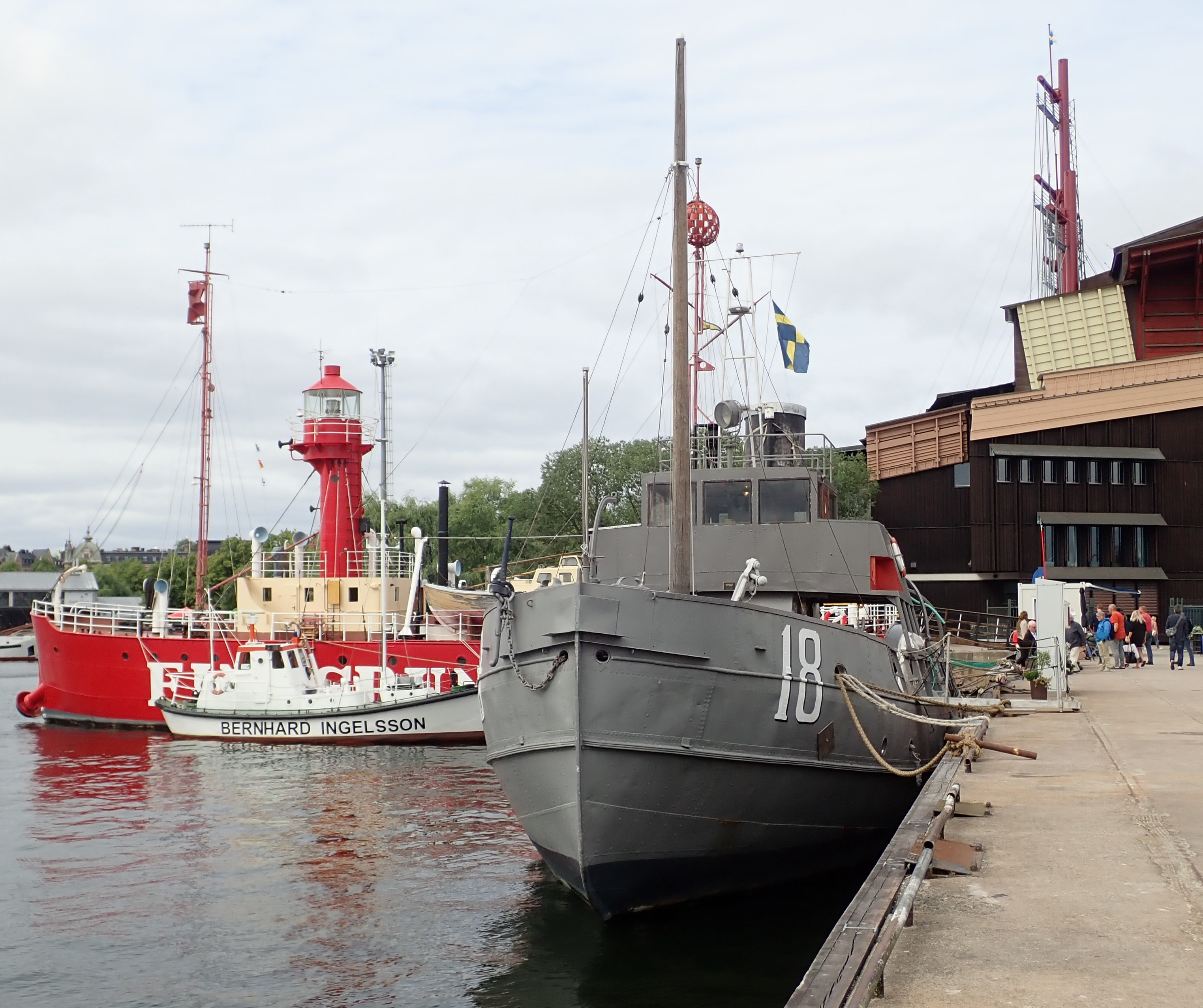
HMS Sprängaren, räddningskryssaren Bernhard Ingelsson och fyrskeppet Finngrundet vid Vasamuseet i Stockholm
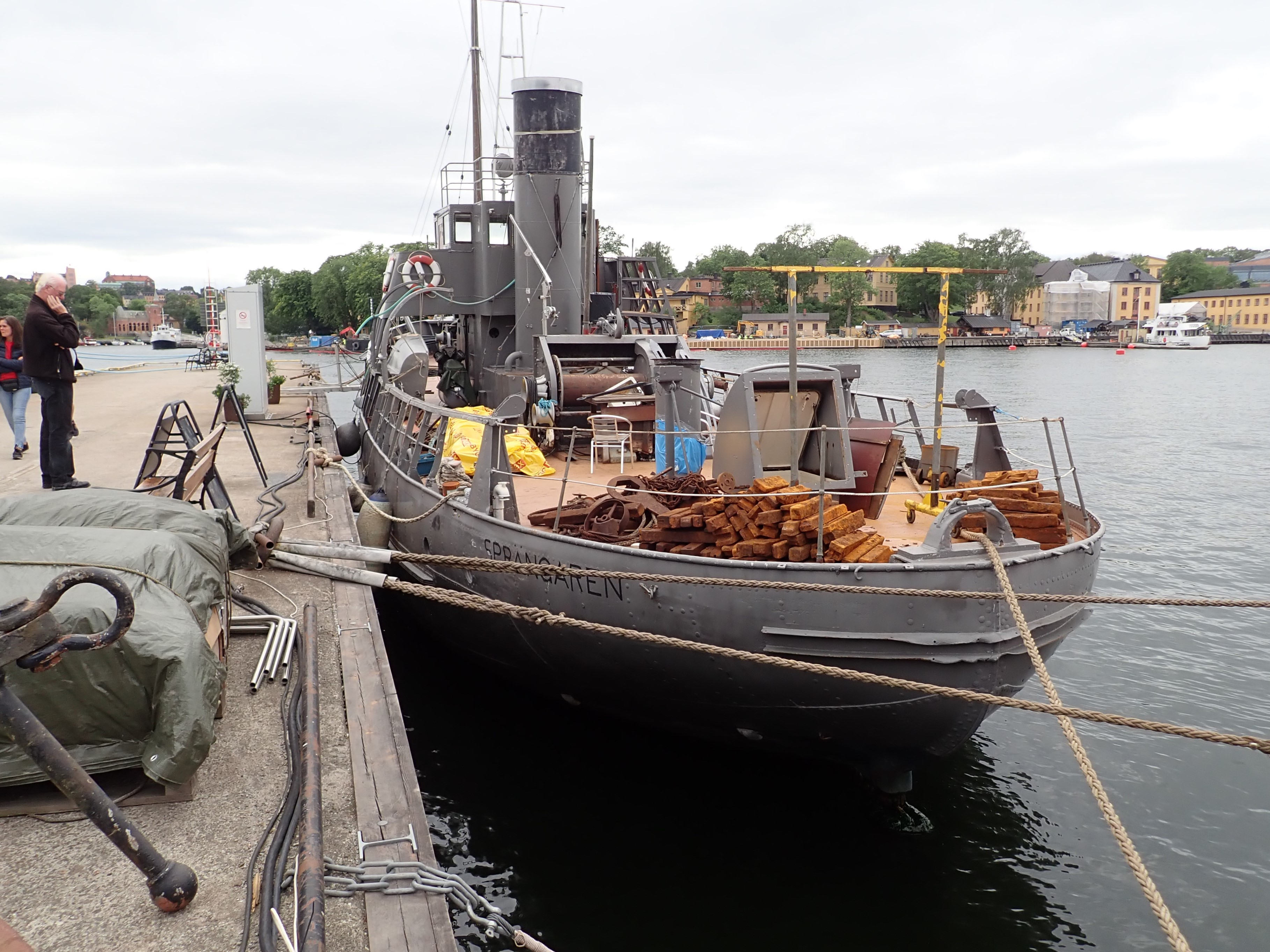
HMS Sprängaren akterifrån vid Museifartygspiren.
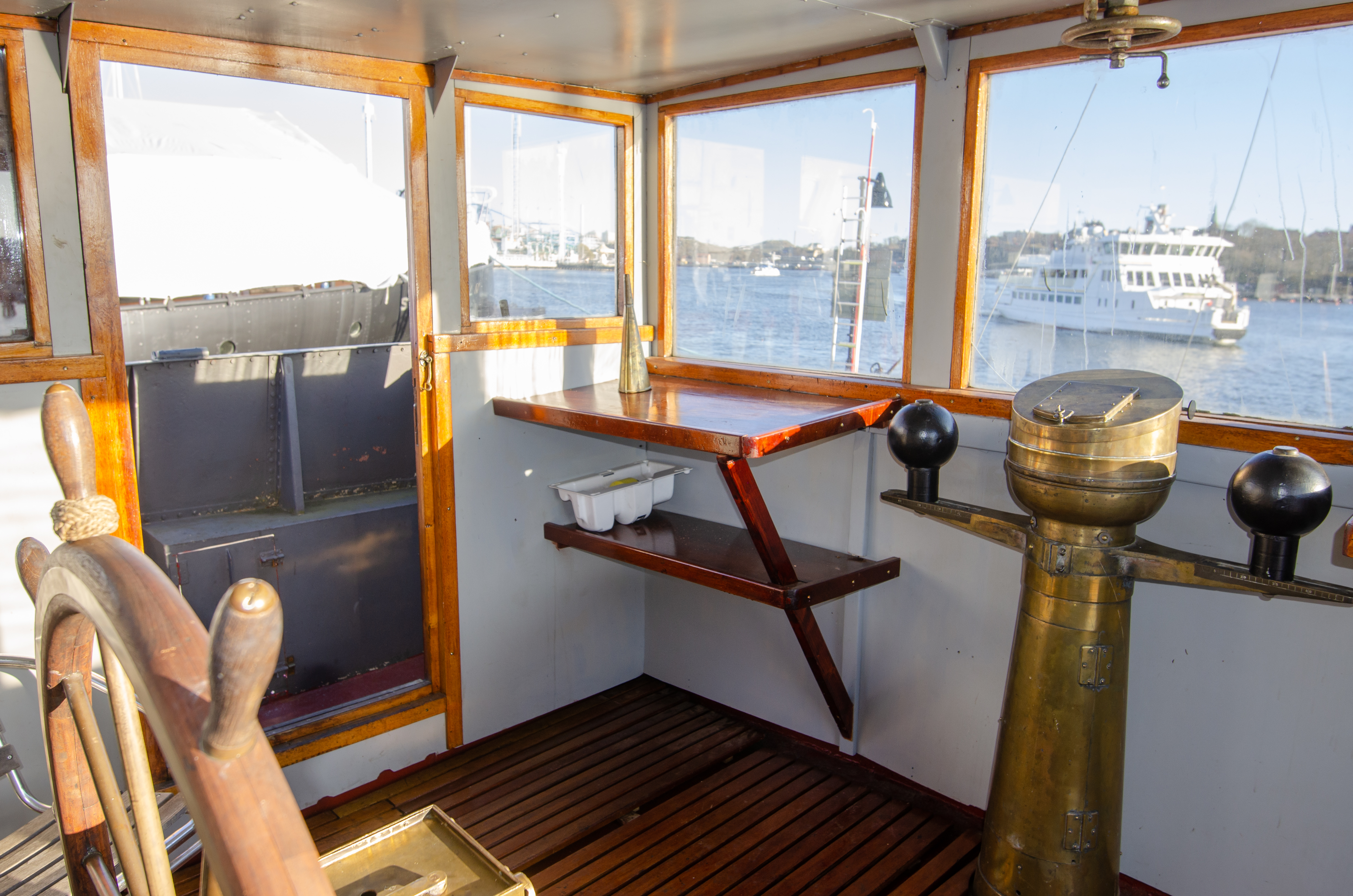
Utsikt från kommandobryggaren.
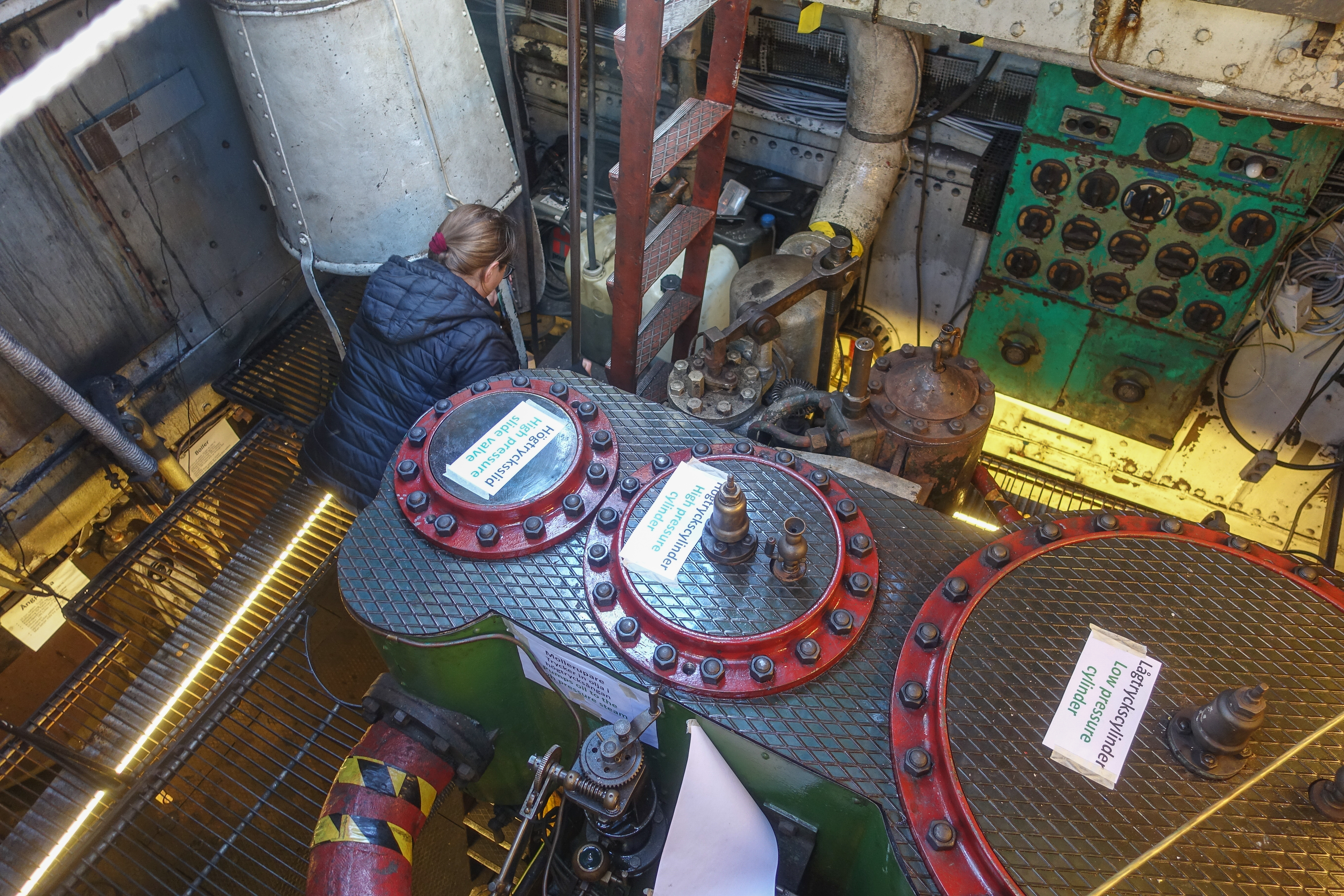
Maskinrummet med eldrörspannan. Fartyget drivs av en tvåcylindrig kompoundmaskin på 400 indikerade hästkrafter (400 IHK), som vid forcerad eldning kan utveckla 470 Hk.
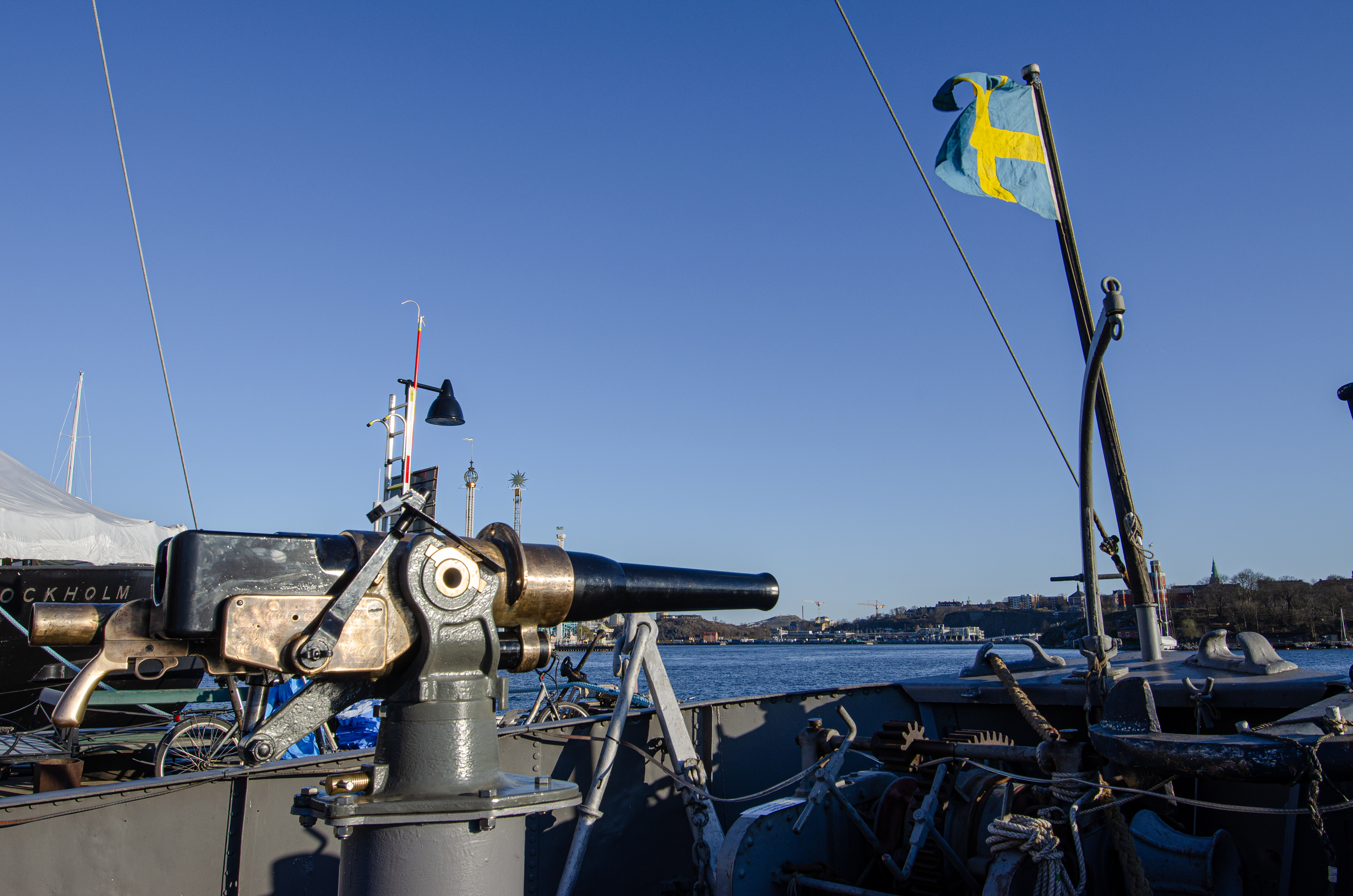
57 mm kanon (m/1889) för bekämpning av luftfarkoster.